# Halgera, Shorapur
Halgera là một làng thuộc tehsil Shorapur, huyện Gulbarga, bang Karnataka, Ấn Độ.